# Льон багаторічний

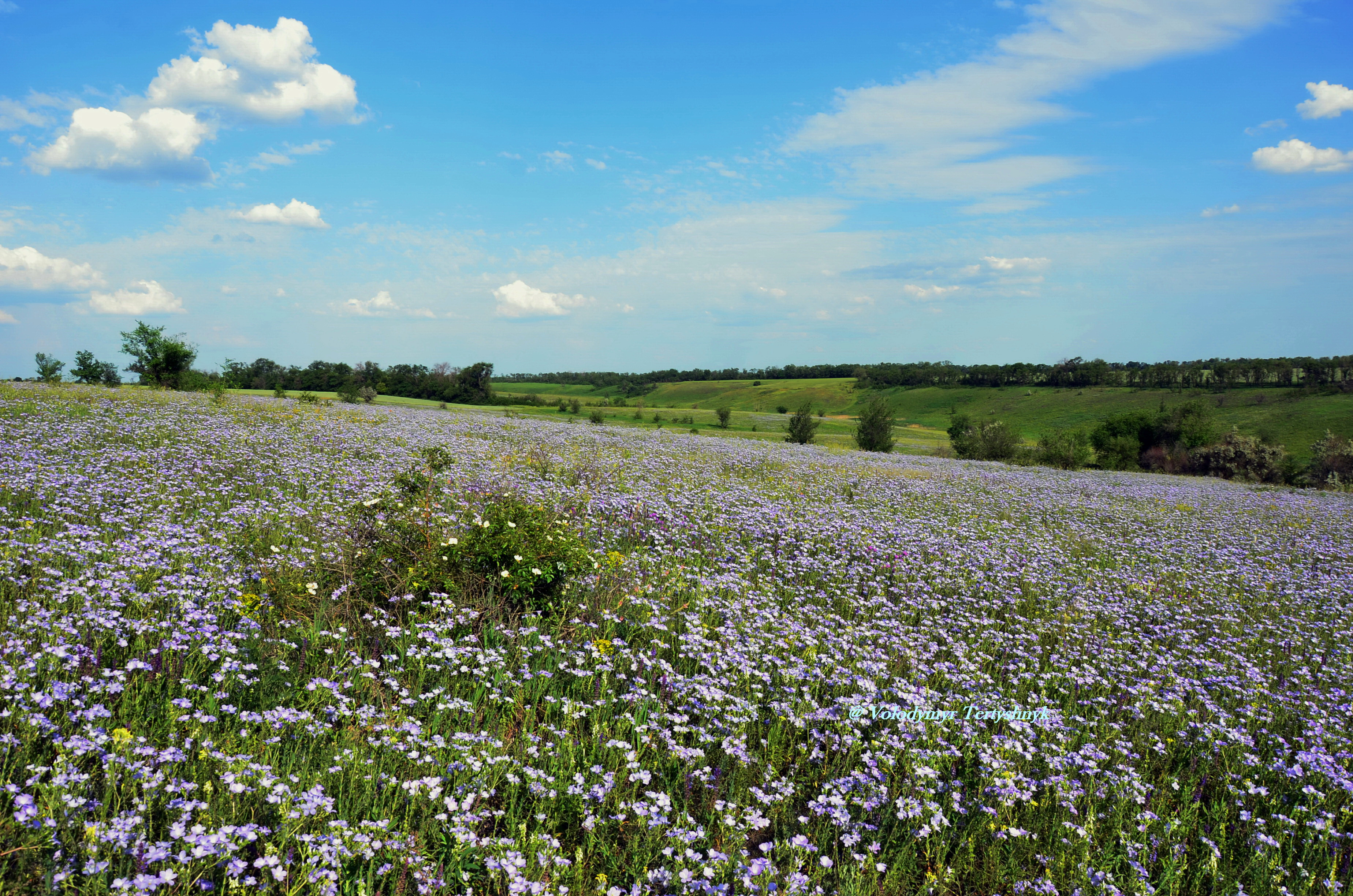
Льон (Linum) в дикій природі

Льон багаторічний (Linum perenne) — багаторічна трав'яниста рослина роду льон (Linum).

## Ботанічний опис
Стебла 30–100 см заввишки. Листки лінійні або лінійно-ланцетні, довжиною 0,4–5 см, шириною 0,5–3 мм.
Пелюстки блакитні, з жовтуватими нігтиками. Цвіте у травні-липні.

## Поширення
Вид поширений у Європі. В Україні зустрічається у степу, лісостепу та на півдні Полісся, росте на кам'янистих схилах, сухих галявинах, узліссях, у чагарниках.

## Галерея

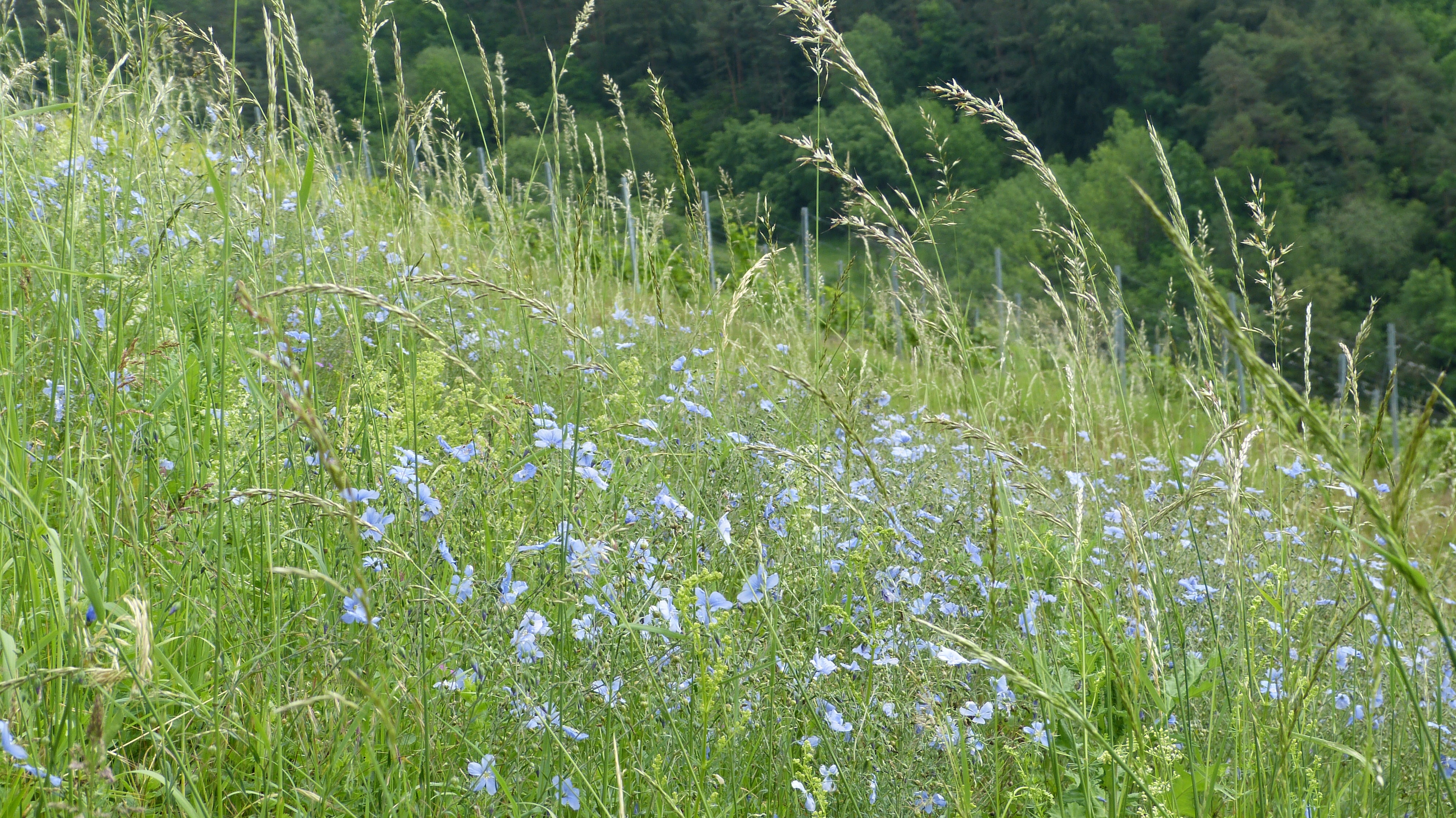
середовище проживання
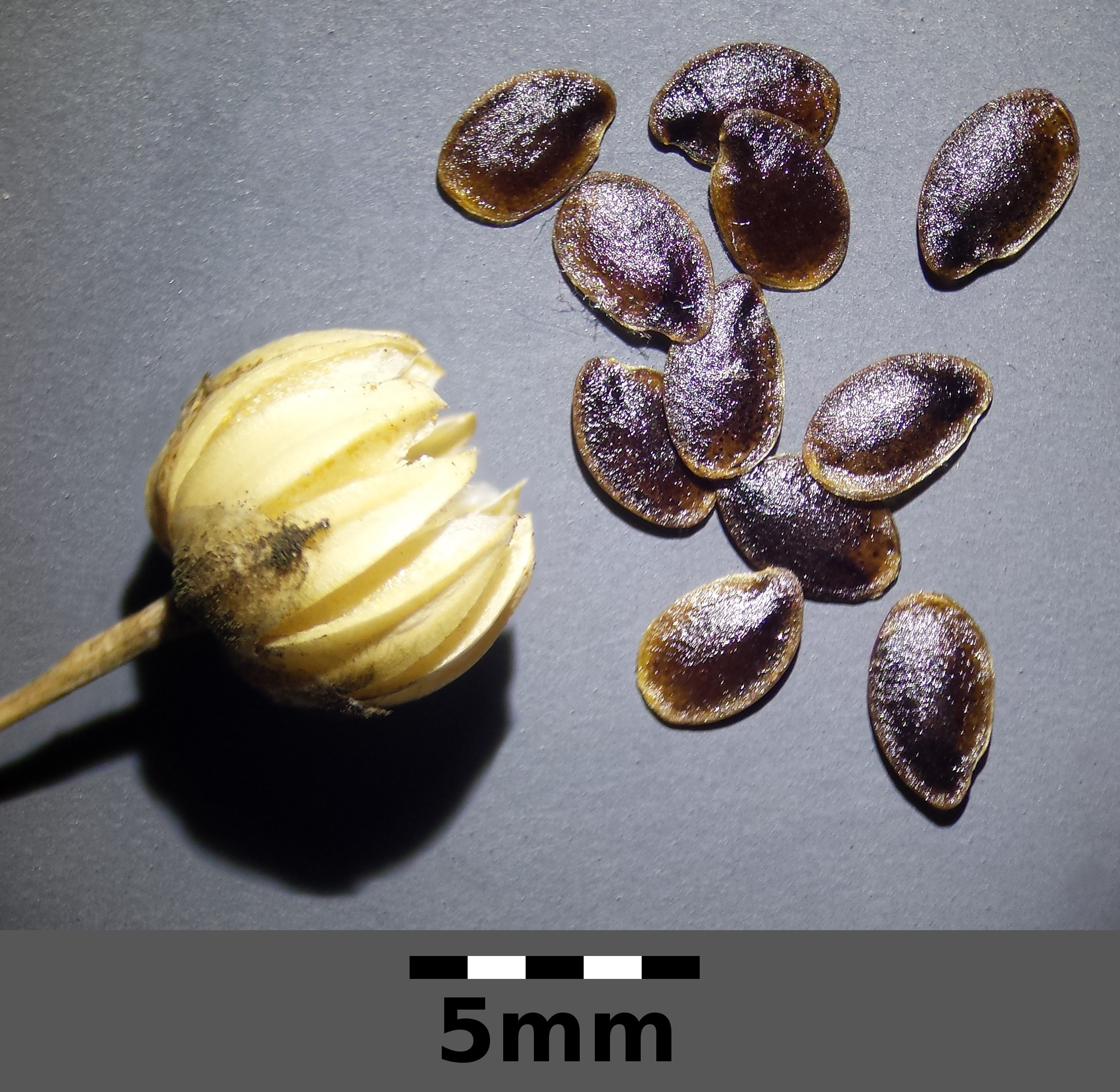
плід і насіння
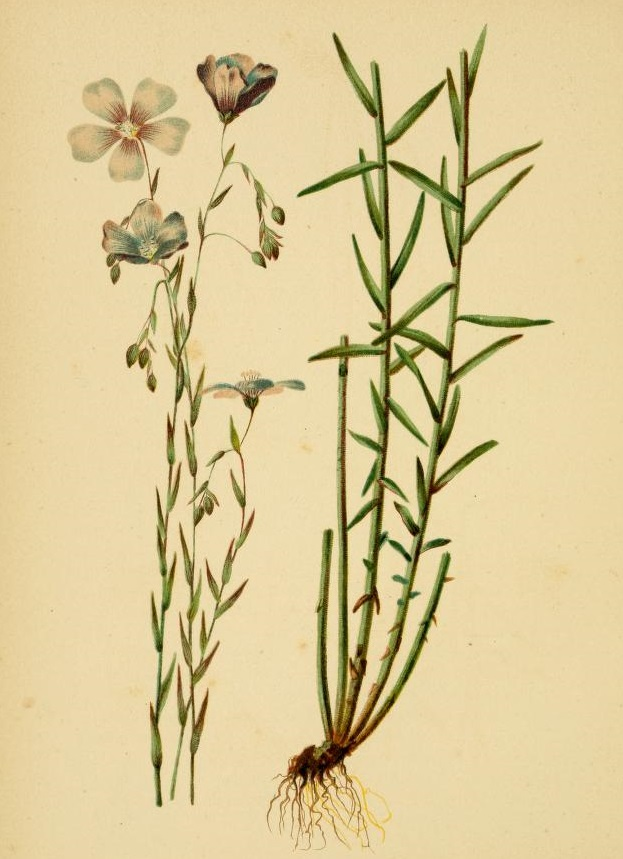
ілюстрація